# Krombacher Brauerei

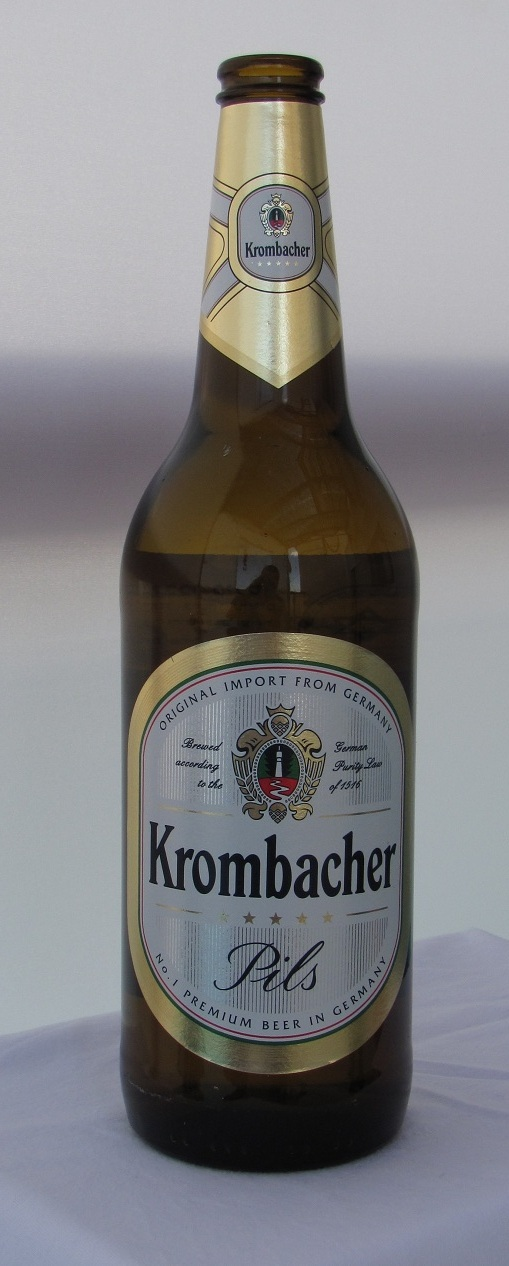
Krombacher Pils

De Krombacher Brauerei (Krombacher Brauerei Bernhard Schadeberg GmbH & Co. KG) (of kortweg: Krombacher) is een brouwerij in Kreuztal, Duitsland. De Krombacher Brauerei werd opgericht in 1803 en is anno 2014 een van de grootste brouwerijen van Duitsland, met een totale productie van 6,577 miljoen hectoliter.
Naast de verschillende bieren van Krombacher die er gebrouwen worden, worden in het bedrijf ook diverse frisdranken (Schweppes, Orangina en Dr Pepper) onder de licentie van Schweppes Deutschland geproduceerd.

## Assortiment

### Krombacher
- Krombacher Pils
- Krombacher Hell
- Krombacher Alkoholfrei
- Krombacher Dunkel
- Krombacher NaturRadler
- Krombacher Radler
- Krombacher Radler Alkoholfrei
- Krombacher Weizen
- Krombacher Weizen Alkoholfrei
- Krombacher Weizen dunkel
- Krombacher Weizen Radler
- Krombacher Weizen Radler Alkoholfrei

### Krombacher's Fassbrause
- Zitrone
- Holunder
- Apfel

### Eichener
- Eichener Pils
- Eichener Gold
- Rhenania Alt

### Rolinck
- Rolinck Pilsener Premium
- Rolinck Alkoholfrei
- Rolinck Radler
- Rolinck Westfälisch-Alt
- Alex Rolinck
- Bastard – Bier & Cola

### Cab
- Cab Banana & Beer
- Cab Cola & Beer

### Dr Pepper
- Dr Pepper

### Schweppes
- Schweppes American Ginger Ale
- Schweppes Fruity Citrus
- Schweppes Fruity Lemon
- Schweppes Ginger B.
- Schweppes Indian Tonic Water
- Schweppes Original Bitter Lemon
- Schweppes Original Bitter Orange
- Schweppes Russian Wild Berry

### Orangina
- Orangina Orange
- Orangina Blood Orange

### Niet meer in het assortiment
- Krombacher Fairlight
- Krombacher Extra Mild
- Krombacher Weizenbier (hefetrüb)
- Krombacher Weizenbier Alkoholfrei (hefetrüb)
- Krombacher Dunkel
- Krombacher Dark
- Krombacher Pils Bierbrand